# En Común-Unidas Podemos
En Común-Unidas Podemos (en français : « En commun-Unies, nous pouvons », Podemos-EU-Mareas En Común-Equo), connue le plus souvent comme En Común, était une coalition électorale espagnole en Galice fondée dans la perspective des élections générales du 28 avril 2019 après le retrait d'En Marea comme coalition électorale.
Pour les élections parlementaires galiciennes de 2020, la coalition s'élargit à Anova pour former Galicia en Común (en français : « La Galice en commun »).

## Fondation
À l'approche des élections générales anticipées du 28 avril 2019, les partis et collectifs citoyens ayant fondé en 2016 la coalition de gauche et nationaliste En Marea ne parviennent pas à s'accorder pour se présenter de nouveau ensemble. Le parti En Marea fait ainsi le choix d'une candidature indépendante, tandis qu'Anova-Fraternité nationaliste, du militant galleguiste historique Xosé Manuel Beiras, renonce à postuler au scrutin. Podemos, la Gauche unie (EU) et Equo, associés nationalement au sein d'Unidas Podemos, constituent alors une nouvelle alliance, baptisée En Común-Unidas Podemos.
Élargie à Anova-Fraternité nationaliste, la coalition se présente sous le nom de Galicia en Común (en français : « La Galice en Commun ») aux élections parlementaires galiciennes du 12 juillet 2020 où elle ne recueille que 3,94 % des voix et perd ainsi toute représentation au Parlement galicien.

## Composition politique
En Común-Unidas Podemos rassemble : 
- Podemos ;
- Gauche unie (Esquerda Unida) ;
- Equo.

## Résultats électoraux

### Élections générales espagnoles
| Année   | Congrès des députés | Congrès des députés | Congrès des députés | Congrès des députés              | Congrès des députés | Sénat  | Gouvernement |
| Année   | Voix                | %                   | Députés             | Tête de liste                    | Rang                | Sénat  | Gouvernement |
| ------- | ------------------- | ------------------- | ------------------- | -------------------------------- | ------------------- | ------ | ------------ |
| 04/2019 | 236 746             | 14,49               | 2 / 23              | Antonio Gómez-Reino Yolanda Díaz | 3e                  | 0 / 16 | Minorité     |
| 11/2019 | 188 231             | 12,6                | 2 / 23              | Antonio Gómez-Reino Yolanda Díaz | 3e                  | 0 / 16 | Sánchez II   |

### Élections au Parlement de Galice
| Année | Tête de liste       | Voix   | %    | Rang | Mandats | Gouvernement        |
| ----- | ------------------- | ------ | ---- | ---- | ------- | ------------------- |
| 2020  | Antonio Gómez-Reino | 51 223 | 3,93 | 4e   | 0 / 75  | Extra-parlementaire |